# Klukengnuking
Klukengnuking is een bestuurslaag in het regentschap Flores Timur van de provincie Oost-Nusa Tenggara, Indonesië. Klukengnuking telt 1374 inwoners (volkstelling 2010).